# Cryptus hirtae
Cryptus hirtae är en stekelart som beskrevs av Milliere 1862. Cryptus hirtae ingår i släktet Cryptus och familjen brokparasitsteklar. Inga underarter finns listade i Catalogue of Life.